# Oleg Kalašnikov
Oleg Nikolaevič Kalašnikov (in russo Олег Николаевич Калашников?; 8 marzo 1964) è un ex giocatore di calcio a 5 russo.

## Carriera
Come massimo riconoscimento in carriera vanta la partecipazione al FIFA Futsal World Championship 1992 in cui la nazionale russa è stata eliminata nel girone del primo turno comprendente  Spagna, Stati Uniti e Cina.